# 지엘팜텍
지엘팜텍(영어: GL Pharm Tech Corp.은 대한민국의 의약품 개발, 제조 및 판매 기업이다.

## 역사
2002년에 설립하여 2016년 10월 IBK 스팩합병을 통해 코스닥 상장하였다

## 사업
제제개발 기술을 바탕으로 개량신약을 전문으로 개발하고 있다

## 참고 문헌
1. ↑  “기술분석보고서-지엘팜텍” (PDF). 《한국IR협의회》. 2022년 4월 14일. 2025년 4월 23일에 확인함.[깨진 링크(과거 내용 찾기)]
2. ↑  지엘팜텍 IR자료 2019년
3. ↑  “박시형, IBK투자증권 IPO주관사 의무공표 보고서 지엘팜텍” (PDF). 《IBK투자증권》. 2018년 6월 29일. 2025년 4월 23일에 확인함.
4. ↑  “IBK투자증권-Company Visit 지엘팜텍” (PDF). 《IBK투자증권》. 2016년 12월 29일. 2025년 4월 23일에 확인함.